# LQ〜女をアゲる30分〜
『LQ〜女をアゲる30分〜』（えるきゅう おんなをあげるさんじゅっぷん）は、2008年4月5日から同年7月5日まで日本テレビで放送されていた女性向けのクイズ番組である。レギュラー放送後、同年8月2日に『サタデーバリューフィーバー』枠で1時間半の特番が放送された。

## 番組概要
「5問で大体分かる」をコンセプトに、グルメや美容、健康、恋愛などの知識に関するクイズを、「Lニスト」と称された専門家が自ら作成して、5問出題（番組ではこれを「LQファイブ」と呼んでいた）。
クイズは、レギュラーのパネラー3人にゲストを加えた4人の女性芸能人が事前に解答。本番では、1問ごとに自分の解答を発表する。この時、他のパネラーの解答を見て自分の解答を変更したければ、10秒の制限時間内に任意で変更できる「女の迷いタイム」がある。
問題には、難易度に応じてLQ指数（10～50の5段階）が設定されており、正解者にはその指数が加算される。最終的に獲得した指数の合計で順位が付けられるが、それに対する賞罰は特に無い。
番組はわずか3ヵ月で終了となった。なお、6月14日は岩手・宮城内陸地震による報道特番のため放送が取り止められ、7月第1週目に最終回が延期された。

## 出演者

### パネラー
- 千秋
- ベッキー
- 佐藤ありさ

### 山の声（ナレーション）
- 山ちゃん（南海キャンディーズ）

## 備考
- 6月7日・6月21日放送分では、特別企画として、有名人Lニストスペシャルを放送。血液型別に分かれた2人1組の4チームによる対抗戦となり、通常は顔出しをしない山里が顔出しで進行役を務めた。このスペシャルでは、女性有名人（7日は村上知子、21日は益若つばさ）が実体験に基づく問題を8問出題。

## スタッフ
- ナレーター：真地勇志
- 構成：アリエシュンスケ、成瀬正人、木南広明／都築浩、桜井慎一
- TM：古井戸博
- 美術：林健一
- デザイン：栗原純二
- デザインコンセプト：佐藤大輔
- 編成：安島隆
- 広報：斉藤由美
- 演出補：藤森真実、熊谷芳子、川村元昭
- AP：滝澤真一郎、大野もも
- ディレクター：重藤尚志、前川善郎、新沢学、谷中憲
- 演出：相田貴史
- プロデューサー：田中宏史、羽村直子
- 制作協力：ZION
- チーフプロデューサー：松岡至
- 製作著作：日テレ

## ネット局
※太字は同時ネット局
- 日本テレビ（製作局）
- テレビ新潟
- テレビ信州
- テレビ金沢
- 静岡第一テレビ
- 中京テレビ
- 日本海テレビ
- 西日本放送
- 南海放送
- 福岡放送
- 大分放送(TBS系列)